# ماركوس روفوس
 ماركوس مينوسيوس روفوس  (المتوفي في 2 أغسطس عام 216 ق.م)، القنصل الروماني لعام 221 ق.م. وكان أيضا قائداً للفرسان خلال فترة ديكتاتورية فابيوس ماكسيموس الشهير باسم " Cunctator " والتي تعني «المُؤجل».
كان خصماً سياسياً لفابيوس ماكسيموس. وكان ضد إستراتيجية فابيوس الدفاعية التي أطلق عليها فيما بعد "استراتيجية فابيان خلال الحرب البونيقية الثانية. في الوقت الذي انشغل فيه القرطاجيون في محاربة القبائل المحلية في بوليا، استخلف فابيوس قائد فرسانه روفوس كمسئول عن الجيش الروماني مع تعليمات له بإتباع استراتيجيته، وسافر إلى روما لأداء بعض الواجبات الدينية. وبعد أيام، استخدم روفوس إستراتيجية أكثر عدائية ضد حنبعل، فنزل من التلال وأقام معسكره الجديد في سهل لارينو إلى الشمال من بوليا. ثم حاول الرومان استدراج حنبعل إلى معركة بمهاجمة الجنود المكلفون بتوفير الطعام للجيش القرطاجي. فكان رد فعل حنبعل أن تحرك بثلثي جيشه من بوليا واتخذ معسكراً مؤقتاً واحتل تلة تطل على المعسكر الروماني وكلّف 2,000 من الرماة النوميديين بالتمركز فوقها. ثم أمر حنبعل فرسانه بالخلود إلى الراحة. حرم هذا الإجراء حنبعل من سلاحه الفتاك في هذه اللحظة الحاسمة ضد الرومان، والتي سيبرز أثرها على السطح في وقت قريب.
هاجم روفوس التلة وأزاح الرماة عنها، ومن ثم نقل معسكره إلى أعلى التلة. وهكذا أصبح الجو مهيأ لمواجهة سيكون لروفوس فيها زمام المبادرة باحتلاله للتلة. لحنكته وحُسن تصرفه في هذا الموقف، جعله مجلس الشيوخ الروماني شريكاً لفابيوس في القيادة. إلا أنه فيما بعد، قبل بأن يترك القيادة لفابيوس بعدما أنقذ حياته أثناء هجوم حنبعل في معركة جيرونيوم.
قُتل ماركوس روفوس في معركة كاناي.